# Alois Hartl
Alois Hartl (* 1. September 1845 in Nassenhausen, Pfarrei Grunertshofen; † 22. Juli 1923 in Teisendorf) war Weihbischof im Erzbistum München und Freising.

## Leben

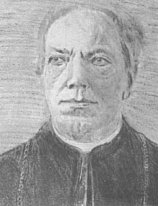
Weihbischof Alois Hartl

Alois Hartl wurde als Sohn des Zimmermanns Joseph Hartl und dessen Ehefrau Katharina Heigl in Nassenhausen, heute Gemeinde Adelshofen, Landkreis Fürstenfeldbruck, geboren. Nach dem Besuch der Lateinschule in Scheyern und des humanistischen Gymnasiums in Freising legte er im August 1867 das Abitur als Klassenbester ab. Er wurde nach dem Studium der Philosophie und der Theologie an der Universität München am 29. Juni 1872 zum Priester geweiht.
Prinzregent Luitpold ernannte Alois Hartl am 18. März 1906 zum Domkapitular. Die Aufschwörung fand am 19. April 1906 statt. Am 31. Januar 1911 wurde Alois Hartl zum Ständigen Kommissar für die Gymnasien, Oberrealschulen und übrigen Realschulen im Bereich des Erzbistums ernannt. Seit März 1907 war er außerdem Rat am erzbischöflichen Konsistorium, seit 12. April 1907 Ehebandverteidiger.
Papst Benedikt XV. ernannte Alois Hartl am 16. Juni 1921 zum Titularbischof von Germaniciana und Weihbischof für das Erzbistum München und Freising; am 4. September 1921 fand die Bischofsweihe statt. Im gleichen Jahr erhielt er die Ehrendoktorwürde der Katholisch-Theologischen Fakultät der Universität München.
Alois Hartl initiierte und finanzierte zusammen mit seinem Bruder, dem Domdekan Martin Hartl (* 24. Mai 1849 in Nassenhausen; † 7. April 1925), den von 1914 bis 1916 währenden Bau der Kirche St. Martin in seinem Heimatort Nassenhausen, die am 25. April 1920 durch Erzbischof Michael Kardinal von Faulhaber geweiht wurde.
Alois Hartl verstarb auf einer Firmungsreise an den Folgen eines Herzinfarktes und wurde in der Gruft der von ihm erbauten Kirche in Nassenhausen beigesetzt.
Das Bild zeigt den Ausschnitt eines Porträts des Weihbischofs, das von seinem Bruder Martin Hartl angefertigt wurde und sich im Familienbesitz befindet.

## Bischofswappen

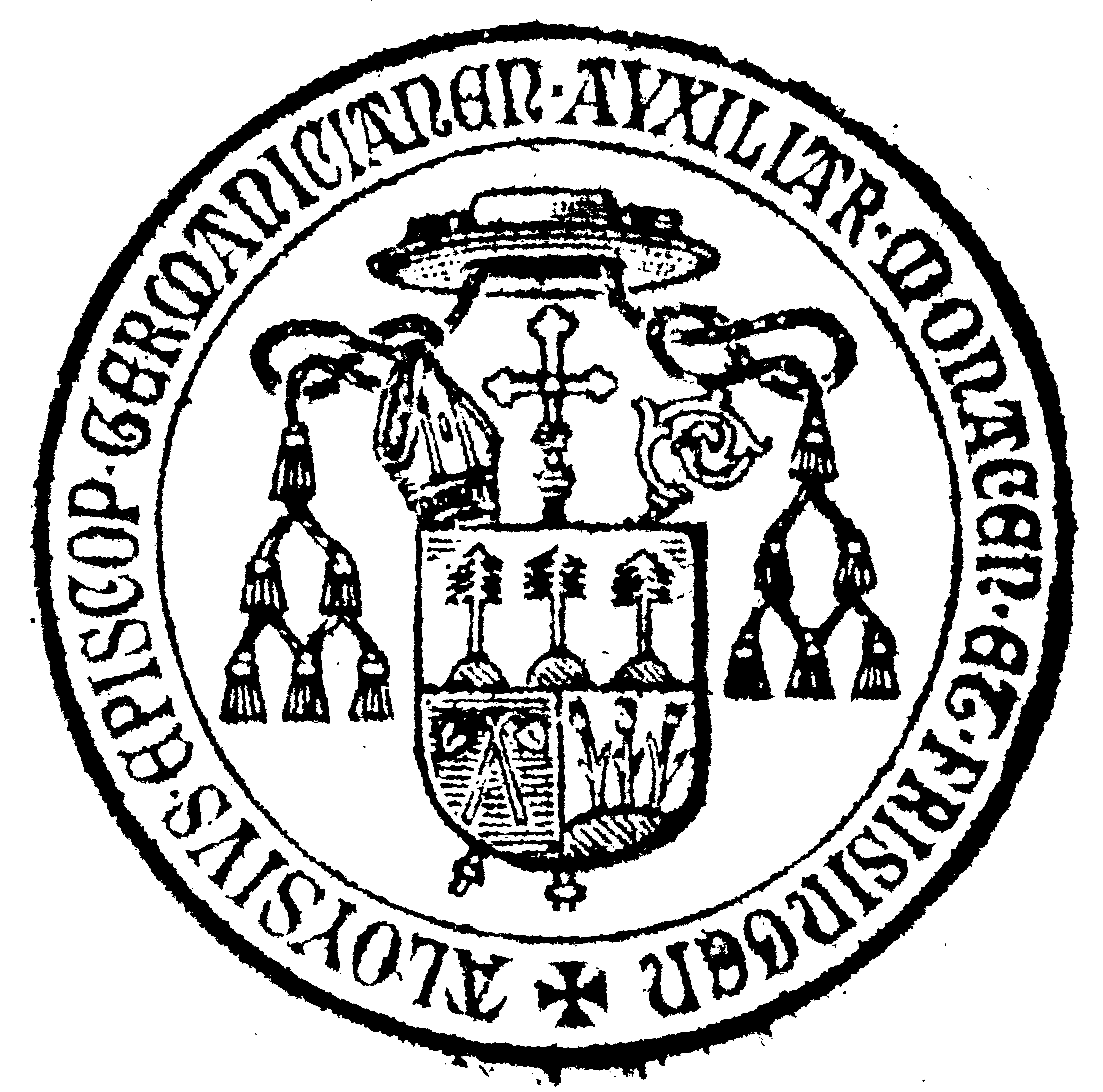
Wappenstempel mit dem Amtswappen des Weihbischofs Alois Hartl

Ein bischöfliches Amtswappen von Alois Hartl war bis zum Jahr 2019, auch mit Hilfe der Akten im Archiv des Erzbistums München und Freising, nicht nachweisbar. Bleisteiner bildet ein unheraldisches Wappen ab, das in keinem realen Zusammenhang mit dem Weihbischof steht.
Dass es dennoch gelang, das in der Fachwelt bislang unbekannte Wappen von Weihbischof Alois Hartl zu entdecken, ist dem Schematismus des Erzbistums München und Freising geschuldet.
Dieses periodisch herausgegebene "Who-is-who" der Erzdiözese enthielt zwar keine Abbildung des gesuchten Wappens, aber es verzeichnete alle bischöflichen Weihehandlungen. Neben den zahlreichen Firmungen fand sich eine einzige Altarweihe, die Alois Hartl vorgenommen hatte: Er hatte am 22. Oktober 1922 den Altar in der Unterkirche der Wallfahrtskirche Heilig Blut in Altenerding eingeweiht.
Für diese Altarweihe hatte Weihbischof Hartl eigenhändig eine Urkunde mit lateinischem Text verfasst und mit seinem Wappenstempel beglaubigt. Da als Stempeleigner in der lateinischen Umschrift Weihbischof Alois Hartl genannt wird und Weihbischof Hartl daneben seine Unterschrift gesetzt hat, handelt es sich bei dem abgebildeten Wappen mit absoluter Gewissheit um das bisher unbekannte Wappen des Weihbischofs.